# Thomas Watson-Wentworth

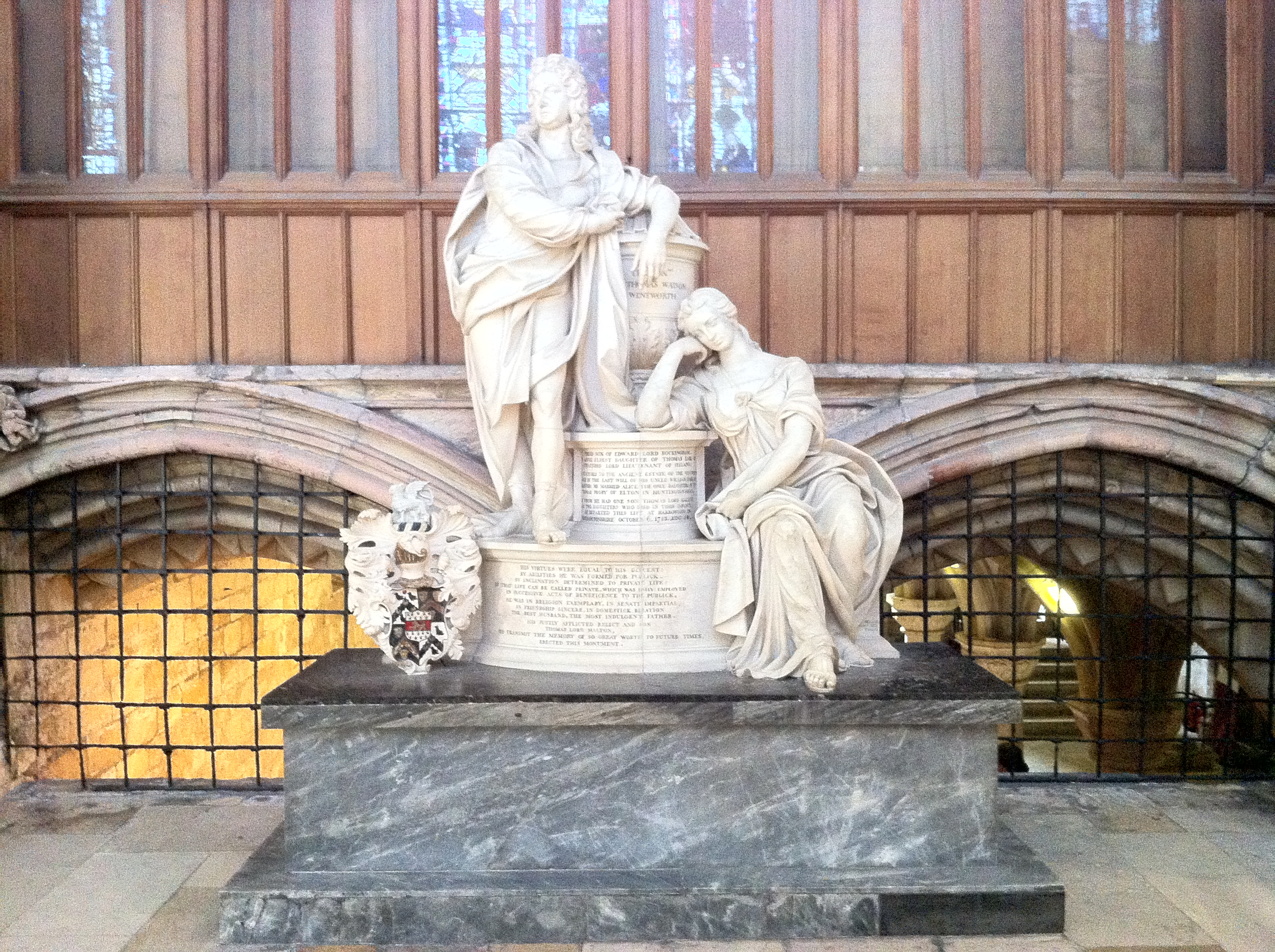
Mémorial à Thomas Watson-Wentworth dans le couloir nord du chœur de York Minster

Thomas Watson, plus tard connu sous le nom de Thomas Watson-Wentworth (17 juin 1665 - 6 octobre 1723) est un propriétaire terrien et un homme politique anglais qui siège à la Chambre des communes entre 1701 et 1723.

## Jeunesse
Il est le troisième fils d'Edward Watson, 2e baron Rockingham et son épouse Anne Wentworth, fille de Thomas Wentworth, 1er comte de Strafford. Il s'inscrit à la Christ Church, Oxford en 1683. Il épouse Alice Proby, fille de Thomas Proby, 1er baronnet le 18 juillet 1689.
En 1695, Watson hérite de la fortune de son oncle William Wentworth (2e comte de Strafford), dont Wentworth Woodhouse. Il est préféré à un proche parent du comte, Thomas Wentworth (1er comte de Strafford), et cela entraîne une rivalité féroce entre les deux hommes et leurs familles. En reconnaissance du legs, Watson adopte le nom de Wentworth, devenant Thomas Watson-Wentworth par la suite.

## Carrière
Il est élu sans opposition en tant que député whig de Bossiney lors d'une élection partielle le 21 mars 1701. Il n’est réélu qu’à titre de solution provisoire et, aux élections générales de la même année, il cherche un siège ailleurs, mais décide finalement de ne pas se présenter. Aux élections générales de 1702, il se présente à Higham Ferrers mais est battu. Mais son adversaire est décédé au bout d'un an et il est élu sans opposition pour Higham Ferrers lors d'une élection partielle le 22 novembre 1703. Il acquiert une influence électorale à Higham Ferrers et est réélu sans opposition aux élections générales de 1705, 1708 et 1710. Il fait peu d'impression dans ses premiers parlements, mais comme un partisan de l'église, il glisse progressivement vers les conservateurs, pour finalement s'opposer à la destitution du Dr Sacheverell et être considéré comme un "digne patriote". Aux élections générales de 1713, il est réélu à Malton ainsi qu’à Higham Ferrers et décide de siéger pour Malton. Considéré maintenant comme un whig ayant voté avec les conservateurs, il soutient les whigs contre l'expulsion de Richard Steele et d'autres occasions. Après les élections générales de 1715, quand son fils et lui sont élus à Malton, il est classé dans la catégorie des whigs, mais vote presque toujours contre le gouvernement. Aux élections générales de 1722, il est de nouveau réélu sans opposition pour Higham Ferrers.
Il décède à Harrowden le 6 octobre 1723 et est enterré à York Minster où il a un monument. Son fils  Thomas Watson-Wentworth (1er marquis de Rockingham) (13 novembre 1693 - 14 décembre 1750), lui succède comme pair britannique et homme politique whig et reconstruit la maison de Wentworth-Woodhouse en 1725.